# Микрогравитация

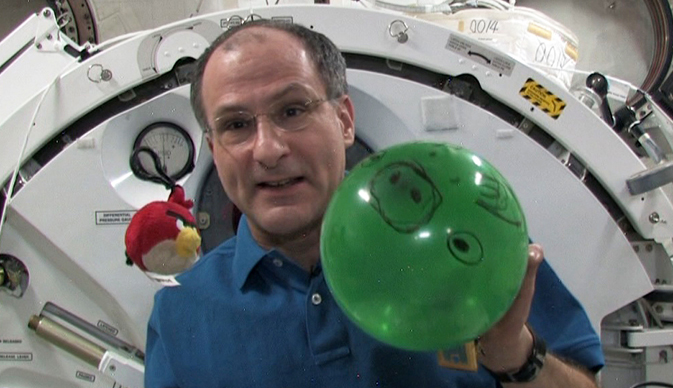
Дон Петтит демонстрирует микрогравитацию с помощью персонажа игры Angry Birds

Микрогравитация — состояние, в котором ускорение, вызванное гравитацией, крайне незначительно, сама сила гравитации не изменяется. Существуют три способа достичь этого состояния — такие же, как и для достижения невесомости:
1. удаление тела достаточно далеко в открытый космос для ослабления гравитационного воздействия других тел
2. падение тела
3. движение вокруг объекта, обладающего гравитацией, по баллистической орбите

Например, на Международной космической станции все тела находятся в состоянии микрогравитации, потому что неоднородность гравитационного поля Земли и другие явления создают квазистатические ускорения, достигающие значений 10−6 g. Кроме того случайные вибрации могут создавать на борту высокочастотные колебания ускорения с амплитудой до 10−2 g.
Состояние чистой невесомости, когда вес тела (отсутствие перегрузки) в точности равен нулю, труднодостижимо, потому что сложно компенсировать такие явления, как удары микрометеоритов, перемещения воздуха и топлива внутри космического корабля, неоднородное притяжение самого космического корабля.
Термин «Микрогравитация» применяется в прикладной науке, в тех случаях, когда само явление микроскопических изменений гравитации участвует в эксперименте. В широком смысле используется термин «невесомость», так как сила гравитации в случаях 1 и 2 незначительно отличается от гравитации на поверхности тела.